# Роман и Магда
«Роман и Магда» (пол. Roman i Magda) — польский художественный фильм, снятый в 1978 году режиссёром Сильвестром Хенциньским на студии «Iluzjon».
Премьера фильма состоялась 16 марта 1979 года.

## Сюжет
Фильм рассказывает об одном дне из жизни супружеской пары. События развиваются то глазами мужа, потом его жены.
Брак Магды и Романа пребывает в кризисе. Отчаявшаяся женщина заводит роман на стороне. Она не знает, что её вечно занятый муж некоторое время назад стал получать угрозы. Это приводит Романа к нервному срыву и преступлению.

## В ролях
- Анджей Северин — Роман
- Мажена Трыбала — Магда
- Веслава Мазуркевич — мать Романа
- Мечислав Павликовский — отец Романа
- Эва Вишневская — Зофья
- Дорота Сталиньская — Майка, подруга Магды со студенческих лет
- Кристина Вахелько — Вероника Матвейчук, бывшая девушка Романа
- Ян Блецкий — Яцек, любовник Магды
- Мария Клейдыш — женщина
- Гражина Крукувна — эпизод
- Хенрик Матвишин — капитан милиции
- Ежи Моняк — Эрвин, друг Магды
- Тереса Савицкая — женщина
- Здзислав Шиманьский — сторож на автомобильной стоянке
- Дарья Трафанковская — Веська, подруга Магды со студенческих лет
- Хелена Визло-Штарк — пани Ханя, секретарша Романа
- Станислав Яскулка — Зенек, сотрудник Магды
- Пётр Коморовский — спасатель
- Тереса Куява — соседка Климецкого
- Фердинанд Матысик — Генё, водитель грузовика
- Павел Новиш — поручик милиции
- Татьяна Сосна-Сарно — жена Стефана
- Тадеуш Теодорчик — кельнер
- Зыгмунт Вядерны — сосед Барвиньских
- Гражина Внук-Корин — подруга Майки
- Ян Энглерт — Гжегож Климецкий

## Съёмочная группа
- Главный режиссёр — Сильвестр Хенциньский
- Сценарий — Ирениуш Иредыньский
- Главный оператор — Анджей Рамлау
- Композитор — Пётр Фигель
- Режиссёр — Ежи Табор
- Ассистенты режиссёра — Евгения Яшкевич, Гражина Срока
- Оператор — Иренеуш Хартович
- Ассистенты оператора — Виктор Ниткевич, Зигмунт Крушницкий
- Художник-постановщик — Тадеуш Косаревич
- Звукооператор — Норберт Збигнев Мендлевский
- Художник по костюмам — Ежи Олеш, Януш Дворник
- Монтажёр — Кшиштоф Осецкий
- Директор — Чеслав Яценко